# Mordechaj Maisel

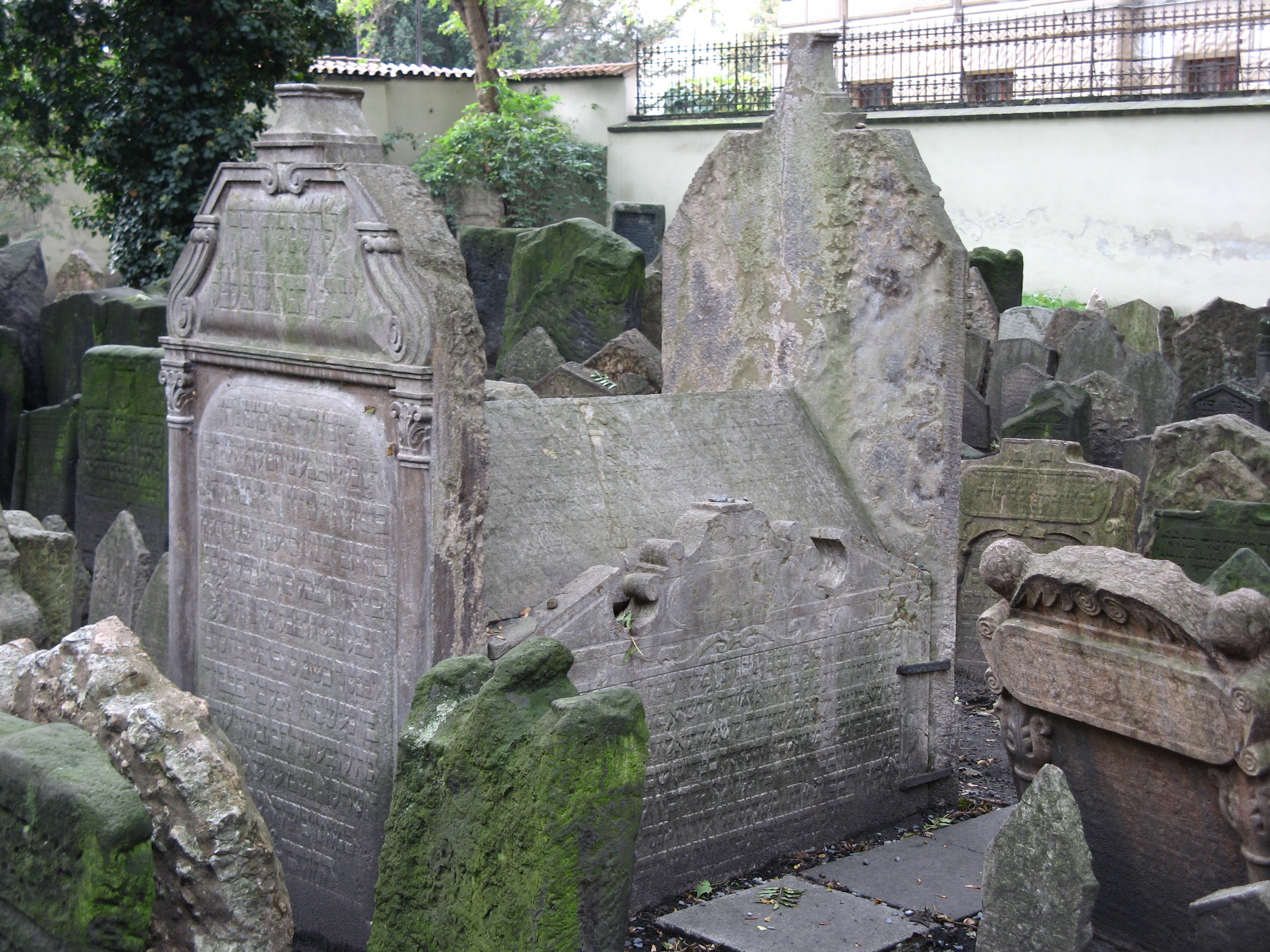
Tumba Mordechaje Maisla na Starém židovském hřbitově v Praze

Mordechaj ben Šemuel Maisel (hebrejsky מרדכי בן שמואל מייזל, zkráceně Mordechaj Maisel, 1528, Praha – 13. března 1601 tamtéž) byl jednou z nejvýznamnějších osobností v historii pražské a české židovské komunity, zároveň jedním z nejbohatších měšťanů tzv. období rudolfinské Prahy. Byl primasem Židovského města pražského. V centru Prahy je po něm pojmenována Maiselova ulice. 

## Život
Maisel pocházel z rodiny, která se usadila v Praze pravděpodobně nejpozději v 15. století. Nejstarším doloženým předkem Mordechaje Maisla je podle dosud dostupných pramenů jistý Meir Maisel, děd Mordechaje. Ten měl postupně s dvěma ženami (Gitl a Dubra) několik dětí (Šelomo, Meir, Baruch, Moše, Mordechaj aneb Markvart, Avraham Kalamář, Eliáš, Šťastný Kalamář a Dubra Kalamář)
Nejstarší doposud doložený, v Praze usedlý Maisel je jistý rabín Jicchak Ajzik Maisles me-Prag (רבי יצחק אייזיק מייזליש מפראג; kol. 1425)
Rodina odvozuje svůj původ o cca deset generací nazpět k babylónskému židovskému exilarchovi Mark Ukbovi.
Mordechaj Maisl se stal se úspěšným obchodníkem a bankéřem, mezi jehož klienty patřilo mnoho českých šlechticů i členů panovnického domu. Nakonec se stal „dvorním Židem“ císaře Rudolfa II. Byl také dlouholetým členem židovské rady starších a posléze primasem pražského židovského města.
Za jeho působení došlo k nebývalému rozkvětu židovské komunity v Praze, ale i v Čechách. Zasloužil se také významně o výstavbu a dostavbu pražského ghetta, financoval stavbu několika synagog (Vysoká, Maiselova), vybudoval tzv. Židovskou radnici, nemocnici, tři klausy (studovny; koncem 17. stol. přebudováno na Klausovou synagógu), do kterých povolal jako hlavní teologickou a pedagogickou autoritu rabiho Jehudu Löwa ben Becalela (známý více jako rabi Löw).
Na své náklady také nechal vydláždit hlavní ulice v tehdejším Židovském městě, což byla do té doby věc velice neobvyklá. Podporoval tehdejší vědu a umění, ale také drobné řemeslníky a obchodníky, kterým půjčoval peníze za velice výhodných podmínek. Za své služby získal od císaře řadu privilegií, mimo osobní standartu (která byla umístěna v jeho synagoze, tj. Maiselově) také právo naložit se svým majetkem (který se odhadoval na půl milionu zlatých) podle vlastní vůle a odkázat ho komukoliv. Maisel totiž zůstal bezdětný. Císař Rudolf II. však tento svůj dekret nakonec sám nerespektoval. Když Mordechaj Maisel v roce 1601 zemřel – přesto, že se císař sám zúčastnil jeho pohřbu, což bylo v tehdejším historickém kontextu naprosto bezprecedentní – o několik dnů později nařídil konfiskaci celého jeho jmění.
Roku 1581 věnoval Mordechaj Maisel sumu 100 tolarů na stavbu sousedního kostela sv. Salvátora, což svědčí o zcela bezprecedentní tolerantní atmosféře a mírumilovné koexistenci odlišných vyznání v rámci tehdejší rudolfinské Prahy.
Život a skutky Mordechaje Maisela jsou zaznamenány ve významné kronice Davida Ganse Cemach David („Ratolest Davidova“). Maisel je zde v humorné narážce na své jméno a vyhlášené bohatství nazván aramejským epitetem Achbara di šachav al addinarin, tedy „myš, která sedí na penězích“ (Maisel znamená v jazyce jidiš „myška“).
Jeho přímý příbuzný, nejpravděpodobněji prasynovec Eliáš ben Šemuel Maisel, byl významnou vůdčí osobností židovské obce v Kolíně, a je pochován na tamním Starém židovském hřbitově.